# Juliusz Łuciuk
Juliusz Łuciuk (ur. 1 stycznia 1927 w Brzeźnicy, zm. 17 października 2020 w Krakowie) – polski kompozytor.

## Życiorys
Syn Andrzeja Łuciuka, częstochowskiego organisty i kompozytora. Juliusz Łuciuk był absolwentem częstochowskich szkół muzycznych. Studia muzyczne odbył w latach 1947–1956 w Państwowej Wyższej Szkole Muzycznej w Krakowie, gdzie studiował kompozycję u Stanisława Wiechowicza (dyplom 1956) i teorię muzyki (dyplom 1955). Ponadto, studiował także muzykologię pod kierunkiem Zdzisława Jachimeckiego na Uniwersytecie Jagiellońskim (dyplom 1952). W latach 1958–59 odbył uzupełniające studia kompozytorskie u Nadii Boulanger i Maxa Deutscha (ucznia i asystenta Schönberga) w Paryżu. Uczestniczył również w seminariach Oliviera Messiaena. W 1959 roku brał udział w Międzynarodowych Kursach Kompozytorskich w Darmstadt. 
Łuciuk zaliczany jest do czołówki polskich kompozytorów współczesnych. Jego twórczość ewoluowała od estetyki neoklasycznej, poprzez poszukiwania awangardowych rozwiązań obejmujących takie środki techniki kompozytorskiej, jak aleatoryzm, sonorystyczną regulację materiału dźwiękowego (m.in. eksploracja wnętrza fortepianu, gra bezpośrednio na strunach, wykorzystanie pałek perkusyjnych itp. – np. Passacaglia na fortepian, Lirica di timbri na fortepian) do uproszczenia faktury i stylistyki brzmienia. Od połowy lat 70. XX wieku Łuciuk zwraca się w kierunku tzw. stylistyki neotonalnej. W jego dorobku wybitne miejsce zajmują liczne dzieła o tematyce religijnej.
Pochowany na cmentarzu Batowickim w Krakowie (kw. CCXVIII-płd.-5).

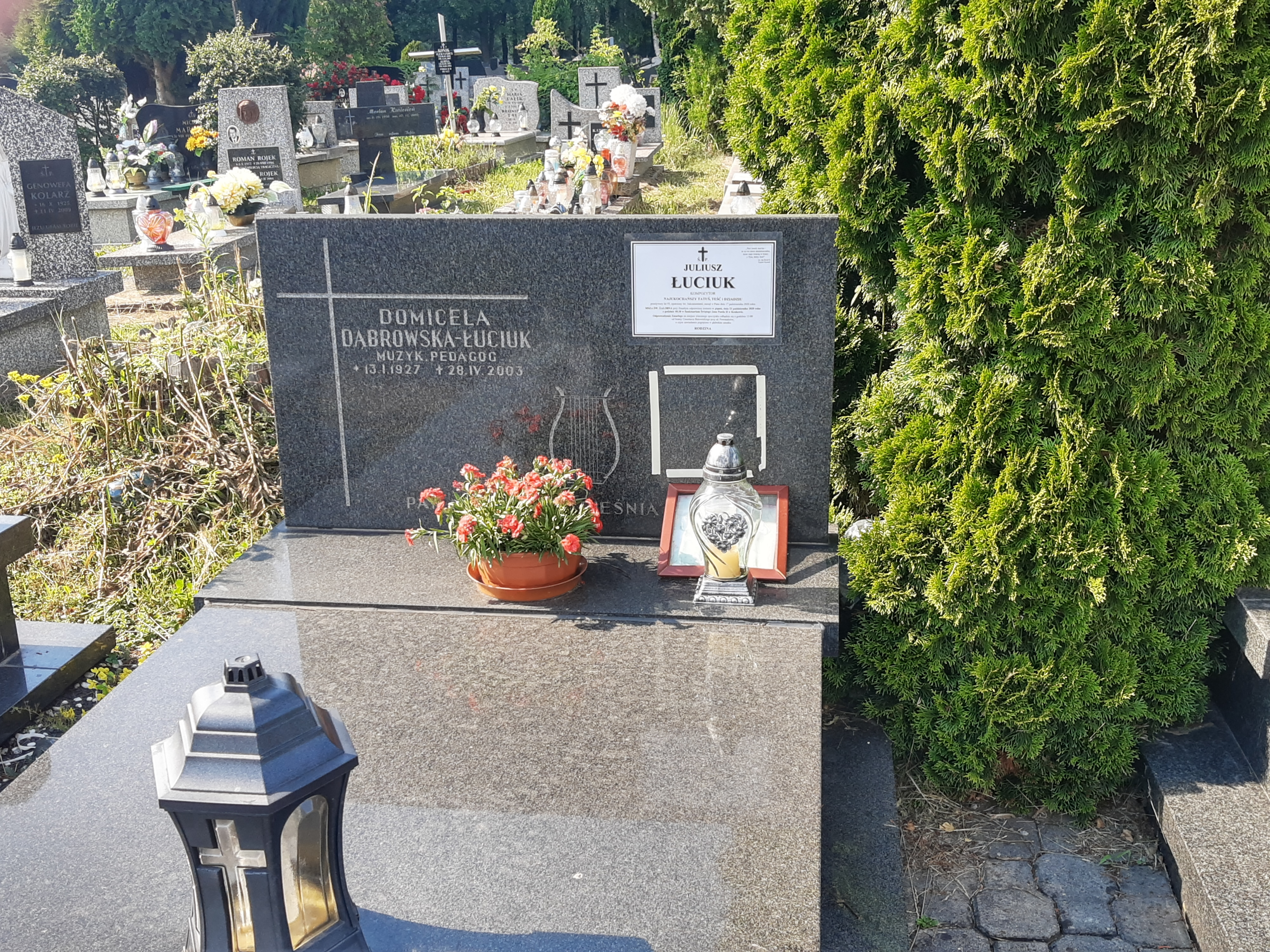
Grób Juliusza Łuciuka na Cmentarzu Prądnik Czerwony

## Odznaczenia i nagrody
Juliusz Łuciuk uzyskał szereg nagród i wyróżnień na krajowych i zagranicznych konkursach kompozytorskich. Należą do nich m.in. następujące:
- 1957 – I i II nagroda na Konkursie Dyplomantów Kompozycji PWSM w Krakowie
- 1960 – Srebrny Medal na konkursie w Vercelli
- 1962 – Nagroda Radia Niderlandzkiego w konkursie w Bilthoven
- 1968 – II nagroda na Konkursie im. Grzegorza Fitelberga
- 1971 – wyróżnienie na Konkursie Kompozytorskim im. Księcia Rainiera III w Monaco
- 1972 – II nagroda na Konkursie Telewizji Polskiej
- 1972 – wyróżnienie na Konkursie im. Grzegorza Fitelberga
- 1973 – wyróżnienie na Konkursie Kompozytorskim im. Księcia Rainiera III w Monaco
- 1974 – Grand Prix – na Konkursie Kompozytorskim im. Księcia Rainiera III w Monaco
- 1975 – wyróżnienie na Konkursie Filharmonii Narodowej
- 1982 – III nagroda na Konkursie w Gambarogno Lago Maggiore w Szwajcarii
- 1984 – III nagroda na Konkursie Episkopatu Polski
- 1997 – Nagroda Związku Kompozytorów Polskich

Otrzymał także szereg nagród o charakterze państwowym, m.in.:
- 1967 – Nagroda Premiera za Twórczość dla Dzieci i Młodzieży
- 1983 – Nagroda im. Brata Alberta za twórczość sakralną
- 1983 – Nagroda Miasta Krakowa
- 1992 – Nagroda Wojewody Krakowskiego
- 1995 – Nagroda Ministra Kultury i Sztuki
- 1997 – Nagroda Prezydenta Miasta Częstochowy
- 1998 – Nagroda Związku Kompozytorów Polskich
- 2001 – Medal Pro Ecclesia et Pontifice przyznany przez Jana Pawła II
- 2015 – Medal MERENTIBUS (medal miasta Częstochowy przyznawany najwybitniejszym przedstawicielom świata kultury)
- 2015 – Medal „Zasłużony Kulturze Gloria Artis”

## Ważniejsze kompozycje

### Instrumentalne
- Capriccio na skrzypce i fortepian (1956)
- Sonata na klarnet i fortepian (1956)
- Sonata na fagot i fortepian (1956)
- 4 miniatury na fortepian (1957)
- 4 Szkice symfoniczne (1957)
- Allegro Symfoniczne (1958)
- Kompozycja na 4 zespoły orkiestralne (1960)
- Improwizacje dziecięce na fortepian (1962)
- Maraton pantomima na fortepian preparowany (1963)
- Suknia mimodram na fortepian preparowany i zespół kameralny (1965)
- Brand - Peer Gynt mimodram na 2 fortepiany preparowane i zespół kameralny (1967)
- Lirica di timbri na fortepian preparowany (1968)
- Passacaglia na fortepian preparowany (1968)
- Speranza sinfonica (1969)
- 4 sonatiny na fortepian (1966-69)
- Lamentationi Grażyna Bacewicz In Memoriam (1970)
- Mini-opus na fortepian na 4 ręce (1971)
- Concertino na fortepian i małą orkiestrę symfoniczną (1973)
- Legenda warszawska quasi Kołysanka (1974)
- Portraits lyriques na sopran, dwoje skrzypiec, wiolonczelę i fortepian (1974)
- Image na organy (1977)
- W jaworym lesie na fortepian (1977)
- Wiklina na kameralną orkiestrę smyczkową (1979)
- Wariacje na wiolonczelę i fortepian (1980)
- Preludia maryjne na organy (1982)
- Trzy miniatury na skrzypce i fortepian (1984)
- Concerto na kontrabas i orkiestrę (1986)
- Arabeska na dwa fortepiany (1987)
- Ballata na gitarę (1990)
- M-Allegretto na 4 fortepiany (1991)
- Hommage á quelqu’un na gitarę i orkiestrę smyczkową (1993)
- Tripticum paschale na organy (1993)
- Oratorium "Jan Długosz Dziejopisarz Polski" (2015)

### Chóralne a cappella
- Dzikie wino na sopran i chór mieszany (1958)
- Missa gratiarum actione na chór mieszany a cappella (1974)
- Trzy pieśni zbójnickie z żywieckiego na tenor i chór mieszany (1975)
- Hymnus de Caritate na chór mieszany a cappella (1976)
- Trzy baby na chór mieszany (1977)
- Pieśń nadziei (o Papieżu słowiańskim) na chór mieszany (1978)
- 4 antyfony na chór męski (1980-84)
- Hymnus de Sancto Norberto na chór dziecięcy lub żeński (1982)
- Suita Maryjna na chór mieszany (1983)
- Apocalypsis na sopran, alt, tenor, baryton i chór mieszany (1985)
- Partes variabiles na chór dziecięcy lub żeński i organy (1985)
- O ziemio polska na chór mieszany (1987)
- Vesperae in assumptione Beatae Mariae Virginis na chór męski (1987-89)
- Chwalcie Pana na chór męski (1989)
- Ostra Brama na chór mieszany (1989)
- Pielgrzym na chór mieszany (1990)
- Modlitwa do św. Jana Kantego na chór mieszany (1990)
- Magnificat na chór mieszany (1990)
- Antiphonae: Assumpta est Maria na chór żeński lub dziecięcy (1992)
- In odorem unguentorum na chór żeński lub dziecięcy (1992)
- Pulchra es na chór mieszany (1992)
- Benedicta Filia na chór mieszany (1992)
- Oremus na chór mieszany a cappella (1993)

### Wokalno-instrumentalne
- Trzy pieśni na sopran i fortepian (1954)
- Dzikie wino na sopran, baryton, chór mieszany i orkiestrę symfoniczną (1955)
- Msza łacińska na chór męski i organy (1958)
- Sen kwietny na głos i 12 instrumentów (1960)
- Pour un ensemble na głos recytujący i 24 instrumenty smyczkowe (1961)
- Niobe balet-pantomima na chór mieszany i orkiestrę symfoniczną (1962)
- Pacem in terris na głos i fortepian preparowany (1964)
- Narzędzie ze światła na baryton i orkiestrę symfoniczną (1966)
- Poemat o Loarze na sopran i orkiestrę symfoniczną (1968)
- Kaszëbë na sopran, chór mieszany i orkiestrę symfoniczną (1969)
- Wiatrowiersze na baryton i orkiestrę kameralną (1971)
- Skrzydła i ręce na baryton i orkiestrę symfoniczną (1972)
- Śmierć Eurydyki balet na mezzosopran i małą orkiestrę (1972)
- Miłość Orfeusza opera-balet na sopran, mezzosopran, tenor, baryton, chór mieszany i orkiestrę symfoniczną (1973)
- Medea balet na sopran, chór mieszany i orkiestrę kameralną (1975)
- Oratorium Święty Franciszek z Asyżu na sopran, tenor, baryton, chór mieszany i orkiestrę symfoniczną (1976)
- Demiurgos opera na sopran, alt, tenor, bas, kameralny chór mieszany i orkiestrę kameralną (1976)
- 3 pieśni pasyjne na sopran i organy (1982)
- Pory życia na sopran i fortepian (1982)
- Litania Polska na sopran, mezzosopran, alt, tenor, bas, chór mieszany i orkiestrę smyczkową (1984)
- Msza Polska na mezzosopran, chór mieszany i orkiestrę instrumentów dętych (1993)
- Sonet Słowiański na baryton, chór mieszany i orkiestrę instrumentów dętych (1995)
- Gesang am Brunnen na sopran, tenor, baryton, chór mieszany i orkiestrę kameralną (1996)
- Sanctus Adalbertus Flos Purpureus – oratorium na mezzosopran, baryton, bas, chór mieszany i orkiestrę symfoniczną (1997)
- Kantata Jubileuszowa na sopran, tenor i orkiestrę instrumentów dętych (1998)
- Litania do Matki Bożej Supraślskiej na solo alt, chór mieszany i kameralną orkiestrę (1999)
- Chrystus Pantokrator na sopran, alt, tenor, chór mieszany i orkiestrę symfoniczną (2000)
- Strumień Boży (oratorium do tekstu I części Tryptyku Rzymskiego Jana Pawła II) na mezzosopran, baryton, chór i orkiestrę symfoniczną (2004)